# 書評書目
《書評書目》是台灣曾经存在的一本文學雜誌，於1972年9月創刊於臺北市，發刊詞中強調“將以三分之二的篇幅刊載書評，其餘的刊登書目”。一開始由隱地、簡靜惠等主持編務，洪建全教育文化基金會發行，以文學批評為主，兼具史料性質的綜合性期刊，先後出刊「兒童文學專題」、「校園精神專題」、「以撒·辛格專題」、「漫畫專題」等，並經常舉辦各種座談和討論，如「評臺灣的報紙副刊」、「小說改編電影座談會」。
《書評書目》創刊時為雙月刊，第九期起改為月刊，1981年9月宣布停刊。從創刊到停刊，歷時九年，共發行100期，是二戰後臺灣最早的書評刊物。對於1970年代文學史料的保存，有相當重要的貢獻。
《書評書目》在2021年11月由洪建全基金會與新匯流出版中心合作以網路版形式復刊。

## 文獻
- 蔡明田，《莊子的政治思想》，《書評書目》第五期，頁62-63，1973年5月。
- 李寬宏，試論「家變」，《書評書目》第六期，頁82-87，1973年7月。
- 何欣，論黃春明小說中的人物（上），《書評書目》第八期，1973年11月。
- 何欣，論黃春明小說中的人物（下），《書評書目》第九期，1974年1月。
- 林清玄記錄，黃春明，小說，黃春明，《書評書目》第十四期，1974年6月1日。
- 江放，失去的桃花源，《書評書目》第十五期，1974年7月。
- 王安祈，談黃春明的小說，《書評書目》第十五期，1973年7月。
- 林懷民，傾聽那呼喚——讀黃春明小說的隨想，《書評書目》第十五期，1974年7月1日。
- 羅青，《論商禽的“鴿子”》，《書評書目》第二十五期。
- 黃森峰，《碾玉觀音》主題和技巧的分析〉，《書評書目》第二十八期，1975年7日。
- 亮軒，流不盡的菩薩泉──看琦君《三更有夢書當枕》有感〉，《書評書目》第二十九期，頁19─24，1975年9月。
- 林瑞美，比較朱自清的背影與琦君的髻──淺論現代散文進步了沒有，《書評書目》第三十五期，頁31—39，1976年3月。
- 張系國，滑鐵格之役印象《書評書目》四十一期，1976年。
- 季季，王禎和的「素蘭要出嫁」，《書評書目》第四十八期，頁166-168，1977年4月。
- 盧素貞，我讀《煙愁》〉，《書評書目》第四十九期，頁48─49，1977年5月。
- 秋堇，王禎和訪問記-那一牛車嫁粧到那裡去了，《書評書目》第五十九期，頁53-63，1978年3月。
- 黃武忠，小說的方言使用——兼談楊青矗「工廠人」、王禎和「嫁妝一牛車」、黃春明「莎喲娜啦·再見」用語之比較。《書評書目》第七十二期，頁56-65，1979年4月。
- 蕭蕭，洪醒夫小說裡的一個象徵結構，《書評書目》第七十三期，1979年5月。
- 喻麗清，失去的一角──重讀《煙愁》〉，《書評書目》第八十一期，頁88─89，1980年1月。
- 張芬齡，在時間對面——析陳黎、楊澤的兩首詩，《書評書目》第八十一期，1980年1月。
- 黃武忠，日據時代臺灣新文學的特性——兼談研讀應有的認識，《書評書目》第八十六期，頁24-32，1980年6月1日。
- 洪裕宏，賴爾：「論心靈概念」，《書評書目》第八十六期，1980年6月1日。
- 李瑞騰，小牛仔研究（楊茯「庸人的下午」），《書評書目》第八十七期，75-81頁，1980年7月。
- 林雙不，香格里拉（王禎和著），《書評書目》第九十三期，頁60-61，1981年1月。
- 林時民，簡評馮撰《中國美術史》〉，《書評書目》第九十六期，頁108-112，1981年5月。
- 胡秀春，生命的答案——評山上的靈魂，書評書目第九十九期，頁110-111，1981年8月。
- 龔鵬程，古川幸次郎著《宋詩概說》簡評〉，《書評書目》第一百期，頁44-48，1981年9月。
- 若華，試泛《詞人之舟》〉，《書評書目》第一百期，頁172─173，1981年9月。